# Todd Heap
Todd Benjamin Heap (16 de marzo de 1980 en Mesa, Arizona) es un jugador de fútbol americano que ocupa la posición de ala cerrada y que actualmente es agente libre. Conocido por su carrera con la Baltimore Ravens. Fue seleccionado en la primera ronda del Draft del 2001 de la NFL. Jugó fútbol americano universitario en la Universidad Estatal de Arizona. Heap había jugado también para los Arizona Cardinals.

## Infancia y juventud
En Mountain View High School, en Mesa, Arizona, fue jugador del año en Mountain View High School. En el partido por el campeonato estatal, lanzó un pase de touchdown de 26 yardas 

## Carrera universitaria
Heap jugó fútbol americano en la Universidad Estatal de Arizona. Sus 115 recepciones rompió el récord de la escuela para alas cerradas, anteriormente en manos de Ken Dyer.

## Carrera profesional

### Baltimore Ravens
Los Baltimore Ravens seleccionaron a Heap 31a global en el Draft del 2001 de la NFL. Hasta el final de la temporada 2009 de la NFL que ha jugado 120 partidos en su carrera, 115 de ellos titular.
Heap registró 16 recepciones para 206 yardas y un touchdown en su primera temporada, jugando detrás del 8 veces Pro Bowl Shannon Sharpe. Se convirtió en el ala cerrada titular de los Ravens en el 2002 después de que Sharpe dejara a los Ravens en la agencia libre. Los Ravens tuvieron un récord 7-9 en la segunda temporada de Heap. Atrapó 68 pases para 836 yardas y 6 touchdowns y fue elegido para su primer Pro Bowl. La temporada siguiente, en 2003, Heap obtuvo 57 recepciones para 693 yardas y 3 touchdowns, a pesar de que los Ravens ocuparan como primera opción el correr, por detrás del récord de yardas por tierra de la temporada 2006 de Jamal Lewis. Heap fue elegido de nuevo para el Pro Bowl cuando los Ravens ganarron la división AFC Norte por primera vez. Heap tuvo 6 recepciones para 80 yardas y un touchdown en la derrota 20-17 en la postemporada contra Tennessee Titans.

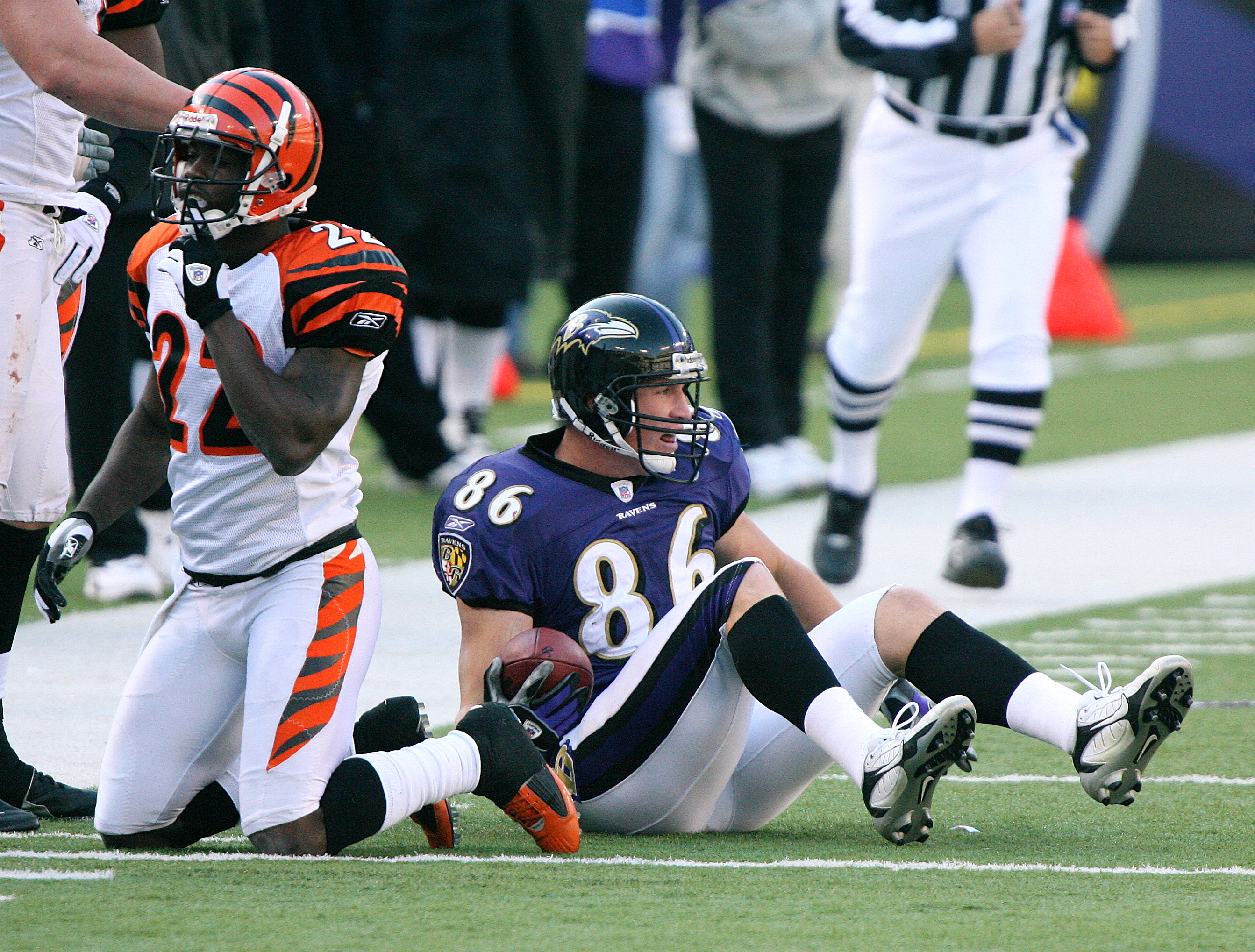
Johnathan Joseph y Todd Heap en el 2006.

Heap se lesionó en la segunda semana de la temporada 2004, en un partido contra los Pittsburgh Steelers. Regresó en la semana 13, pero se perdió el último partido de la temporada. Terminó la temporada con 303 yardas y 3 touchdown en 6 juegos. Él volvió sano y listo para jugar en la temporada 2005. El equipo de los Ravens sufrió numerosas lesiones en sus titulares y terminó la temporada de 6-10. Heap atrapado 75 pases para 855 yardas y 7 touchdowns.
2006 le veía recibiendo pases de un ex rival el exmariscal de campo Pro Bowl, Steve McNair. 2006 también podría llegar a ser la mejor temporada regula de los Ravens, ya que ganó la AFC Norte por segunda vez en su historia con un récord de 13-3. Heap atrapado 73 pases para 765 yardas y 6 touchdowns. Heap se perdió 10 juegos en la temporada 2007 debido a una lesión, y atrapó sólo 23 pases, acumulando 239 yardas y un touchdown. En 2008, se logró 35 recepciones para 403 yardas y 3 touchdown. Los Ravens avanzaron al Juego del Campeonato de la AFC, por primera vez desde la temporada de 2000, pero perdería ante los Steelers.
Heap tuvo numerosas lesiones en la temporada 2009, sin embargo, tuvo 53 recepciones para 593 yardas y 6 touchdowns, y 2 veces anotó 2 touchdowns en un solo juego. Los Ravens terminó 9-7, perdiendo en la segunda ronda de los playoffs ante Indianapolis Colts. Él construyó su éxito del año anterior, en 2010, pasando a tener una de las mejores temporadas de su carrera. En 12 partidos, con logró 37 recepciones para 546 yardas. y 5 touchdowns, uno de ellos de una larga carrera 65 yardas de para Touchdown. En la semana 13 en el Sunday Night Football contra los Steelers sufrió una rotura fibrilar en la primera jugada ofensiva de los Ravens y tuvo que salir del juego. Como medida de precaución, se perdido las 3 semanas siguientes, ya que no quería volver a agravar o empeorar la lesión.
El 25 de julio de 2011, el día que la NFL anunció la CBA, los Ravens anunciaron que se le liberara una vez que comience la agencia libre. Heap fue liberado de su contrato oficialmente el 28 de julio.

### Arizona Cardinals
El 31 de julio de 2011 Heap firmó un contrato de 2 años con los Arizona Cardinals. Heap apareció en 12 juegos con los Cardinals, un total de 32 recepciones para 377 yardas y un touchdown. Después de haber sido herido en un juego de la semana 2 contra los New England Patriots el 16 de septiembre de 2012 al final del último cuarto, no regresó para las restantes 11 semanas y fue puesto en libertad por los Cardinalss el 4 de diciembre de 2012.

## Familia
Heap y su esposa, Ashley, tienen una hija, Brooklyn (nacido el 2002), 2 niños gemelos, Preston y Kyle, (nacidos el 2006), y Cade (nacido el 2009). Él es uno de seis hijos. El primo de su madre era Danny White exmariscal de campo de los Dallas Cowbows y salón de la fama de la Universidad Estatal de Arizona y su tío abuelo, Verl, jugó al baloncesto en la Universidad Estatal de Arizona.  Él es un miembro de La Iglesia de Jesucristo de los Santos de los Últimos Días.
Heap es también parte del Partido Republicano y apoyó a Mitt Romney.
En la madrugada del 15 de abril de 2017 atropelló accidentalmente  a su hija de tres años causándole la muerte mientras maniobraba su camioneta a la entrada de su casa en Mesa, Arizona. La Policía decidió no detenerlo al no haber circunstancias sospechosas que demuestren el caso.